# Montana
Montana é um dos 50 estados dos Estados Unidos, localizado na Região dos Estados das Montanhas Rochosas. Sua capital localiza-se na cidade chamada Helena. Montana é o quarto maior estado norte-americano em área, e o terceiro maior dos 48 estados contíguos. Apenas Alasca, Texas e a Califórnia são maiores. Apesar disto, Montana é um dos estados menos povoados do país, com uma população de 1 084 225 habitantes, de acordo com o censo americano de 2020 e uma densidade demográfica de 2,9 hab/km², respectivamente a sétima e a terceira menor do país.
Geograficamente, o leste do estado é dominado pelas Grandes Planícies, enquanto que o oeste do estado é dominado pelas Montanhas Rochosas. O nome do estado provém da palavra em espanhol montaña, que significa montanha em português, por causa da presença das Montanhas Rochosas na região. Ironicamente, as vastas planícies abertas de Montana lhe renderam o cognome de The Big Sky Country (Os campos dos grandes céus).
As principais fontes de renda de Montana são a extração de petróleo e de carvão, a agropecuária e o turismo. O estado possui grandes reservas de petróleo, e as maiores reservas de carvão do país. O fértil solo e a vastidão das Grandes Planícies propiciam a colheita de trigo e da criação de grandes rebanhos bovinos. Suas belezas naturais, que incluem centenas de reservas naturais, rios, lagos e montanhas (que fizeram com que diversos resorts de esqui fossem inaugurados no estado), atraem milhões de turistas por ano.
Os primeiros exploradores de ascendência europeia a explorarem a região de Montana foram exploradores norte-americanos, que exploraram a região no início do século XIX. A região seria somente assentada pelos norte-americanos a partir da década de 1860, com a descoberta de grandes reservas de ouro no atual estado de Montana, em 1862, que atraiu milhares de pessoas à região. Montana destaca-se por ser o palco das últimas batalhas entre tribos nativas norte-americanas - que lutaram pelo controle de suas terras - e assentadores norte-americanos. O rápido crescimento populacional provocado pela descoberta do ouro promoveu a criação do Território de Montana em 26 de maio de 1864, e sua rápida elevação à categoria de estado, em 8 de novembro de 1889, tornando-se o 41º estado norte-americano.

## História

### Até 1889
Quando os primeiros exploradores europeus desembarcaram no atual Oregon, diversas tribos nativos americanos viviam na região. Estas tribos eram os Arapaho, os Assiniboine, os Cheyenne, os Crow e os Gros Ventre, que habitavam as Grandes Planícies, e os Barnrock, os Flathead, os Kilispel, os Kutenai e os Shoshone, que habitavam as Montanhas Rochosas.
Toda a região das Grandes Planícies do atual estado de Montana passaram a ser oficialmente controlados pelos Estados Unidos em 1803, com a Compra da Luisiana. Os primeiros exploradores de ascendência europeia a explorarem a região do atual Montana foram os norte-americanos Meriwether Lewis e William Clark, em 1805, na sua viagem transcontinental da costa leste norte-americana em direção à costa oeste. Ambos voltariam diversas vezes a Montana em 1806, explorando em detalhes a geografia da região. A partir de 1807, comerciantes norte-americanos passaram a instalar-se na região, interessados primariamente em peles de animais. Em 1841, missionários jesuítas fundariam o primeiro assentamento, chamada de St. Marie Mission, logo, porém, abandonado. O primeiro assentamento permanente ainda existente em Montana é Fort Bentonm, inaugurado em 1847.
A região de Montana continuou escassamente povoada por aproximadamente 15 anos, até que ouro foi descoberto no sudoeste do estado. Outras minas de ouro foram descobertas em outras regiões do estado, e rapidamente, milhares de pessoas passaram a assentar na região, em busca de riquezas. O ouro passou a ser o motor da economia da região. Curiosos casos como um onde empregadores chineses, lavadores de roupas dos mineradores, encontraram quilos de ouro no riacho que eles utilizavam para obter a água necessária para lavar as roupas, tornaram-se comuns.
À época, os meios de cumprimento e vigilância da lei eram escassos - policiais, conhecidos como xerifes - e tais leis eram frequentemente violadas. Alguns destes xerifes até mesmo violavam estas leis, ou ignoravam estes crimes. Assaltos e assassinatos eram eventos comuns na região. Por causa da quase ausência de xerifes, muitas pessoas decidiram tomar as leis em suas próprias mãos. Estas pessoas tornaram-se conhecidas como vigilantes. Um famoso caso vigilante ocorreu em Virginia City, onde as taxas de criminalidade eram altíssimas. Os cidadãos da cidade eventualmente tiveram conhecimento que seu xerife era o líder de uma quadrilha que roubava ouro, dinheiro e outros pertences valiosos de outras pessoas. Sabendo disto, um número de cidadãos organizaram um grupo, que eles chamaram de 3-7-77 (talvez associada com o tamanho padrão de um caixão, de 3 pés de espessura, 7 de largura, e 77 polegadas de tamanho). Os membros do 3 de julho de 1977 prenderam o xerife e outras 20 pessoas, e eventualmente os enforcariam. Enforcamentos públicos passaram a tornar-se comum como forma de punição contra qualquer criminoso preso pelos vigilantes.
Até então, Montana fazia parte do Território de Idaho. Em 1863 foi traçada a Trilha Bozeman, que ligaria a Trilha do Oregon até os campos auríferos de Montana. Por causa do drástico aumento populacional da região e da falta de leis e regras na região, tornou-se evidente que um governo voltado às necessidades da região seria necessário. Com isto, o governo norte-americano criaria o Território de Montana em 26 de maio de 1864. A pecuária foi introduzida na região na década de 1850, com a chegada do primeiro gado bovino. A indústria pecuária desenvolveria-se rapidamente na década de 1860, e no final da década, a pecuária já era a principal fonte de renda de Montana. A inauguração das primeiras ferrovias na região, que conectavam Montana com o resto do país, causou um rápido crescimento das indústrias de mineração e da pecuária, e aumentando ainda mais o crescimento populacional do território.
Com a revolta dos índios que se insurgiram contra as levas de pioneiros e mineradores, o exército começou a realizar diversas campanhas militares na região, além de fundar fortes e linhas telegráficas. Fort Shaw foi inaugurado na primavera de 1867. Fort Shaw foi um dos três postos militares cuja construção foi autorizad pelo congresso norte-americano em 1865, no Território de Montana. Os outros dois postos eram Camp Cooke e Fort C.F. Smith. Fort Shaw, nomeado em homenagem ao Coronel Fort G. Shaw, que comandara um dos primeiros regimentos composto inteiramente por afro-americanos durante a Guerra Civil dos Estados Unidos, era capaz de abrigar até 450 soldados. Fort Shaw foi o primeiro posto militar norte-americano construído no noroeste dos Estados Unidos, tendo sido inaugurado em 1868, e utilizado até 1891.
A década de 1870 foi marcada pelas últimas grandes batalhas entre indígenas norte-americanos e os assentadores de ascendência europeia em todo os Estados Unidos. Em 25 de junho de 1876, uma força cheyenne e sioux massacraram uma força militar norte-americana comandada pelo  General George A. Custer. Todos os membros da força comandada por Custer foram mortos nesta batalha, a Batalha de Little Big Horn. A batalha teve um profundo impacto entre a população norte-americana de ascendência europeia na região. A Guerra de Nerce Percé ocorreriam no ano seguinte, em 1877, e seria o último grande conflito entre indígenas e norte-americanos em território norte-americano. Esta guerra teve início quando o governo norte-americano tentou forçar os nativos nez percé, que habitavam então grandes partes de Montana e Oregon, a irem para reservas indígenas. Embora muito da guerra tenha ocorrido na região do atual estado norte-americano de Idaho, as principais batalhas ocorreram em Montana, inclusive a última, a Batalha de Big Hole, no sudoeste de Montana, onde o Coronel Nelson A. Miles capturou a principal força nez percé.
Enquanto isto, o desenvolvimento da pecuária e da mineração de ouro, prata e cobre fizeram com que a população de Montana crescesse entre 1870 e 1890 de 20 595 em 1870, 39 159 em 1880 e 142 924 habitantes em 1890. Durante este período, grandes números de irlandeses e ingleses instalaram-se em Montana. A partir de 1884, os habitantes de Montana passaram a pressionar o congresso norte-americano pela elevação de Montana à categoria de estado. Após cinco anos de pressão, Montana tornou-se o 41º estado norte-americano, em 8 de novembro de 1889.

### 1889 - Tempos atuais
As minas mais ricas de Montana eram controladas por Marcus Daly e William A. Clark, que eram rivais entre si, tanto no comércio quanto em política. Por causa de seu controle nas principais minas de Montana, Daly e Clark possuíam grandes poderes no estado. Daly, por exemplo, construiu a cidade de Anaconda, uma cidade voltada para mineradores, e pressionou o governo do estado para que mudasse a capital de Montana para Anaconda. Clark fez campanha contra esta mudança. Eventualmente, um referendo seria realizado no estado, onde a população de Montana escolheria Helena como a capital do estado. Clark ambicionava tornar-se senador, mas acusações de propina fizeram com que Clark renunciasse imediatamente após ter sido escolhido pelo governador de Montana em 1899. Ajudado por Augustus Heinze, Clark finalmente obteria o cargo de senador em 1901. Heinz, como Daly e Clark, era também um controlador de minas.
Eventualmente, Daly, e posteriormente Clark e Heinz, venderiam suas minas para uma companhia que passaria a ser conhecida como Anaconda Company. Esta passou a ter grande poder sobre a economia de Montana ao longo da década de 1900, criando uma companhia geradora de eletricidade, construiu diversas ferrovias e represas, e controlava grandes latifúndios e fazendas, bem como os principais jornais e bancos do estado. Pela sua grande presença no estado, a Anaconda Company ficou conhecida entre seus habitantes apenas como The Company (A Companhia). A Anaconda eventualmente perderia gradualmente este monopólio na década de 1920 e principalmente durante a Grande Depressão, mas a companhia ainda existe em tempos atuais.
A expansão da malha ferroviária do estado, da construção de represas e usinas hidrelétricas, que passaram fornecer água potável para uso humano em cidades e na agricultura e eletricidade, fez com que a população de Montana continuasse a crescer rapidamente até o final da década de 1920. O trigo tornou-se uma das principais fontes de renda do estado. Helena e Billings tornaram-se centros industriais, primariamente, dependentes da indústria de processamento de alimentos e de transportes. Em 1916, Jeannette Rankin tornou-se a primeira mulher a ser eleita pela população de um estado norte-americano para a Câmara dos Representantes. Uma pacifista fervorosa, ela destacaria-se também como o único membro da Câmara dos Representantes - e de todo o Congresso norte-americano - que votara contra a entrada dos Estados Unidos na Segunda Guerra Mundial, em 1941.
Os baixos preços dos produtos agropecuários no mercado doméstico e internacional, bem como grandes períodos de seca, e assolado por constantes pragas tais como grandes enxames de gafanhotos, fizeram com que a indústria do trigo passasse por uma grande crise econômica durante meados da década de 1920 até cerca de 1940, causando uma recessão econômica no estado. Isto fez com que a população de Montana caísse de 548 889 habitantes em 1920 para 537 606 em 1930. A recessão foi agravada com a Grande Depressão da década de 1930 e a dependência de Montana na indústria de mineração e a súbita queda da demanda nacional por metais produzidos no estado. Efeitos da depressão, tais como desemprego e pobreza, seriam minimizados com a realização de programas públicos de assistência socioeconômica aos necessitados e da construção de grandes obras públicas como a Represa Fort Peck. Esta ajudaria a minimizar os problemas causados pela estiagem, fornecendo água necessário para irrigação das fazendas assoladas pela seca e por pragas.
A entrada dos Estados Unidos na Segunda Guerra Mundial fez com que o estado passasse a prosperar economicamente novamente. A utilização de insecticidas e da irrigação, bem como o término da estiagem em si, colaboraram para o crescimento da indústria do trigo no estado, trigo necessário nas frentes de batalha norte-americanas. A demanda por metais como o cobre foi também outra razão.
Após o final da guerra, o estado passou por um período de grande urbanização, com pessoas migrando dos campos para as cidades, que perdurou até o fim da década de 1960, causada pela drástica queda dos preços dos produtos agropecuários no mercado doméstico, após o fim da guerra. A descoberta de grandes reservas de petróleo na década de 1950 mais do que balanceou a queda da indústria do trigo. Rapidamente, a extração e o refino de petróleo tornou-se a principal fonte de renda de todo o estado, e até os dias atuais, Montana é um dos principais produtores de petróleo do país. O turismo também tornou-se outra fonte de renda importante, com a construção de diversos resorts de esqui nas altas montanhas das Montanhas Rochosas e da inauguração de diversas reservas naturais.
Durante o final da década de 1960, duas usinas hidrelétricas foram inauguradas em Montana. Com a Crise do Petróleo de 1973, Montana, que possui uma das maiores reservas de carvão do país, rapidamente tornou-se um líder nacional na extração de carvão, utilizado em usinas termoelétricas a carvão construídas no estado durante a década de 1970, ou vendidas para outros estados norte-americanos.
Na década de 1980, Montana entrou em uma recessão econômica, por causa de longos períodos de seca e de pragas. O estado recuperaria-se economicamente na década de 1990, com o crescimento da indústria de construção e manufatura, mas avanços tecnológicos nas indústrias de mineração e da agropecuária mantiveram as taxas de desemprego altas desde então, sendo atualmente um dos principais problemas enfrentados por Montana.

## Geografia

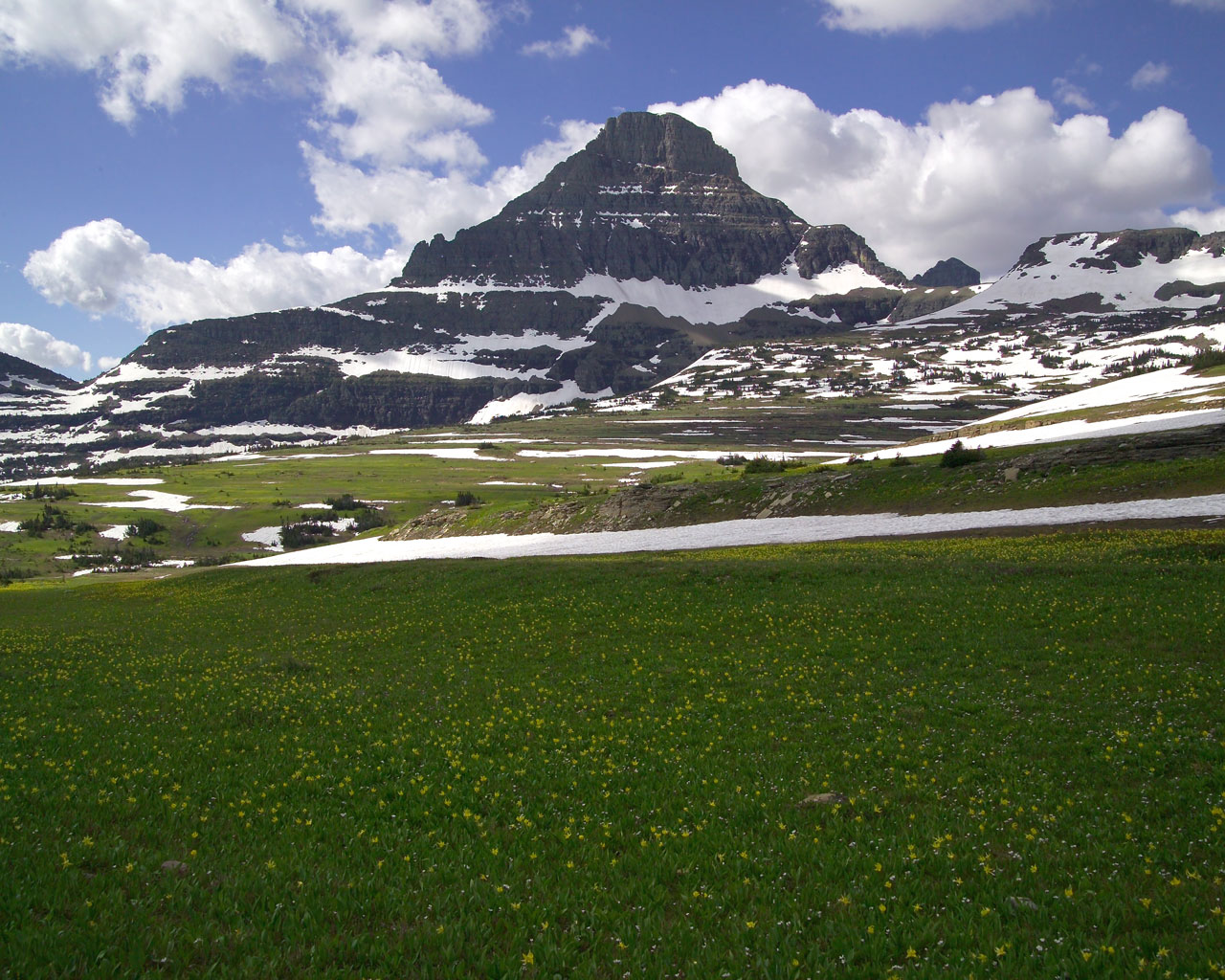
Grandes Planícies.

Montana limita-se ao norte com as províncias canadenses de Colúmbia Britânica, Alberta e Saskatchewan, a leste com Dacota do Norte e Dacota do Sul, ao sul com Wyoming e Idaho, e a oeste com Idaho. A fronteira entre Montana e o Canadá tem 877 km de extensão, e Montana limita-se com mais províncias do país vizinho do que qualquer outro estado americano. Montana é o quarto maior estado em área do país, atrás apenas do Alasca, Texas e Califórnia.
Montana é o único estado norte-americano que possui rios cujas águas são drenadas em direção a três corpos oceânicos localizados em direções opostas: o rio Missouri e seus afluentes desembocam no golfo do México, no oceano Atlântico; o rio Columbia e seus afluentes desembocam no oceano Pacífico; e os rios Belly, St. Mary e Waterson desembocam na baía de Hudson, oceano Ártico. Os principais rios do estado são o Missouri e um afluente, o rio Yellowstone. Missouri possui sua nascente no sudoeste de Montana. O maior lago natural de Montana é o lago Flathead, com seus 490 km². Incluindo-se corpos de água artificialmente criados, o maior lago do estado é o lago Fort Peck, com seus 992 km². Florestas cobrem cerca de 25% de Montana.
Montana pode ser dividido em duas distintas regiões geográficas:
- As Montanhas Rochosas ocupam a região ocidental de Montana, ocupando cerca de 40% do estado. Caracteriza-se pela grande presença de elevadas cadeias de montanhas - são no total 50 - pelo seu terreno acidentado e pela presença de vales que estendem-se entre 45 a 65 km entre estas cadeias montanhosas no sul, e entre 1,5 a 7 no norte. A região abriga o ponto mais alto de Montana - o Pico Granite, com seus 3904 metros de altitude.
- As Grandes Planícies ocupam a região centro-leste de Montana, ocupando os 60% restantes do estado. Caracteriza-se pelo seu terreno relativamente pouco acidentado, marcado pela contínua presença de morros pouco elevados, e pela sua baixa altitude, em relação às Montanhas Rochosas, bem como pelo seu solo fértil. Estas planícies são, em Montana, cortadas muitas vezes por cadeias de serras.

### Clima
O clima de Montana é temperado. A temperatura média varia bastante de região a região, e de acordo com a estação do ano, devido a fatores como área, altitude e correntes de ar. No geral, o estado possui invernos muito frios e verões quentes.
No inverno, as temperaturas mais altas são registradas ao longo do sul do estado e das Montanhas Rochosas - que apesar de sua altitude, a presença de ventos amenos procedentes do oceano Pacífico ameniza as baixas temperaturas na região no inverno. A média no inverno nas Montanhas Rochosas é de -7 ºC, de -9 °C no sul, de -12 °C no norte e no leste, e de -15 °C no nordeste. Mínimas situam-se entre -40 °C e -1 °C (média de -15 °C nas Montanhas Rochosas) e máximas entre -35 °C e 8 °C (média de -1 °C nas Montanhas Rochosas). A temperatura mais baixa já registrada em Montana foi -57 °C, em Rogers Pass, em 20 de janeiro de 1954 - a temperatura mais baixa em qualquer estado norte-americano até a elevação do Alasca à categoria de estado, em 1959.
No verão, as temperaturas mais altas são registadas no leste do estado. A temperatura média nas Montanhas Rochosas é de 16 °C (média das mínimas de 7 °C, e das máximas de 24 °C), enquanto que no leste, a temperatura média é de 22 °C (média das mínimas de 9 °C, das máximas de 31 °C). A temperatura mais alta já registrada em Montana foi de 47 °C, registrada em Glendive em 20 de julho de 1893, e em Medicine Lake em 5 de julho de 1937.
As Montanhas Rochosas agem como um obstáculo natural. A maior parte da umidade presente nas correntes úmidas de ar provenientes do oceano Pacífico precipitem na região, fazendo com que a região das Montanhas Rochosas em Montana tenha uma taxa de precipitação média anual de chuva de 90 centímetros anuais, enquanto que as Grandes Planícies recebem menos de 35 centímetros anuais. As taxas de precipitação de neve variam entre 38 centímetros nas Grandes Planícies a mais de 750 centímetros nas Montanhas Rochosas.

## Política

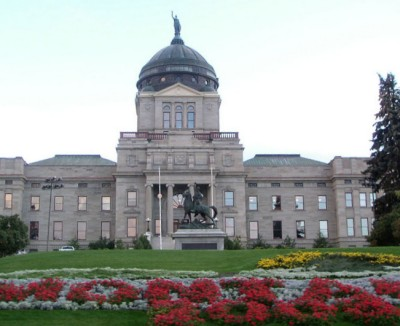
Capitólio Estadual de Montana em Helena.

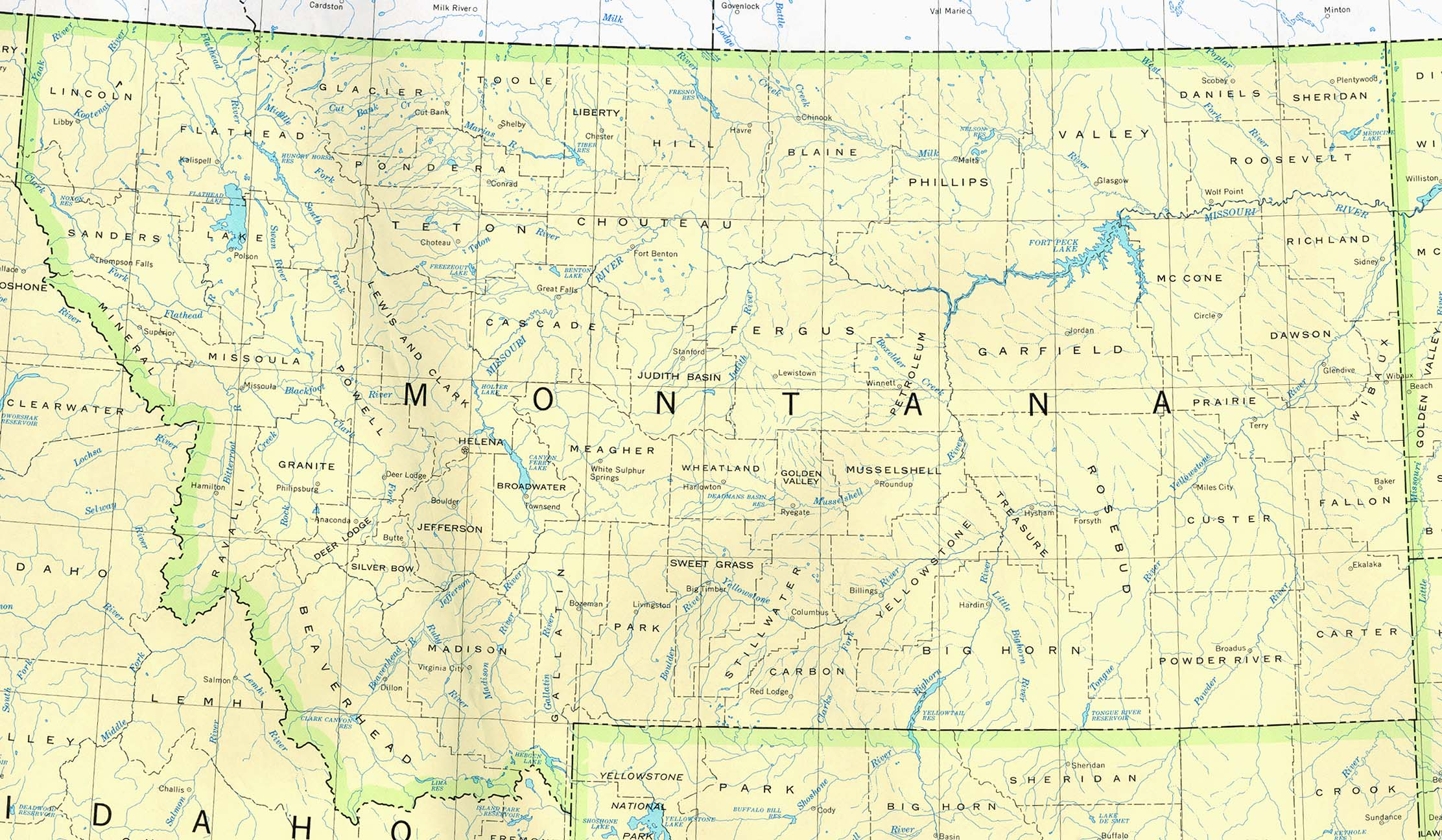
Mapa de Montana e de seus 56 condados.

A atual Constituição de Montana foi adotada em 1864. Emendas à Constituição são propostas pelo Poder Legislativo de Montana, e para ser aprovada, precisa ser aprovada por ao menos 51% do Senado e da Câmara dos Representantes do Estado, em duas votações sucessivas, e então por 51% ou mais da população eleitoral de Montana, em um referendo. A população do estado também pode propor emendas à constituição através da coleta de um certo número de abaixo-assinados. Em Montana, são necessários ao menos a assinatura de 10% das pessoas que votaram na última votação geral ou eleição estadual para governador realizada no estado. Caso este abaixo-assinado tenha um mínimo de 10% de assinaturas, bem como a emenda a ser realizada na constituição, esta emenda então precisa receber a votação de ao menos 51% dos votantes em dois referendos consecutivos. Se esta emenda é aprovada por 51% ou mais dos votantes em ambas as votações, a emenda é automaticamente aprovada. Emendas também podem ser propostas e introduzidas por convenções constitucionais, que precisam receber ao menos a aprovação de 67% dos votos de ambas as câmeras do Poder Legislativo e 51% dos eleitores do estado, em um referendo.
O principal oficial do Poder Executivo de Montana é o governador. Este, o tenente-governador, é eleito pelos eleitores do estado para mandatos de até quatro anos de duração. Ambos podem exercer seus ofícios quantos mandatos quiserem, embora não possam cumprir um dado cargo duas vezes consecutivas, e tenham que esperar por ao menos oito anos antes de candidatarem-se à reeleição. O governador de Montana possui grande influência no governo do estado, tendo a responsabilidade de escolher diversos oficiais, e o poder de modificar e rejeitar leis já aprovadas pelo legislativo, sem o consentimento do último.
O poder legislativo de Montana é constituído pelo Senado e pela Câmara dos Representantes. O Senado possui um total de 50 membros, enquanto que a Câmara dos Representantes possui um total de 42 membros. Montana está dividido em 50 distritos legislativos. Os eleitores de cada distrito elegem um senador e dois membros representantes, que irão representar tal distrito no Senado e na Câmara dos Representantes. O mandato dos senadores é de quatro anos, e dos membros da Assembleia, de dois anos. Uma dada pessoa não pode exercer mais do que duas vezes o cargo de senador em 16 anos, e não mais do que quatro vezes o cargo de membro da Câmara dos Representantes, em 16 anos.
A corte mais alta do poder judiciário de Montana é a Suprema Corte do Montana, composta por sete juízes, eleitos pela população do estado para mandatos de até oito anos de duração. Cada um dos 56 condados do estado possui uma corte distrital, que atendem os principais casos civis e criminais são as cortes distritais. Os juízes destas cortes são eleitos pela população de seus respectivos condados para mandatos de até seis anos de duração. Outras cortes são cortes municipais, policiais e cortes de paz (peace court).
Montana está dividido em 56 condados. 53 destes condados são governados por conselhos compostos por três comissionadores, eleitos pela população para mandatos de até seis anos de duração. Outros dois condados são governados por um conselho compostos por chefes executivos, e o último condado é governado por um administrador eleito pela população. Cerca de 120 cidades de Montana são governadas por um prefeito e por um conselho municipal. Outras cidades utilizam um conselho municipal e um administrador. Apenas 45% do orçamento do estado vêm de impostos estaduais. O estado depende muito de verbas recebidas do governo federal, que fornecem os 55% restantes.
Cerca de 45% das verbas da receita do orçamento do governo de Montana é gerada por impostos estaduais, sendo o restante proveniente de verbas fornecidas pelo governo federal e de empréstimos. Em 2002, o governo do estado gastou 4.265 bilhões de dólares, tendo gerado 4.033 bilhões de dólares. A dívida governamental de Montana é de 2.752 bilhões de dólares. A dívida per capita é de 3 024 dólares, o valor dos impostos estaduais per capita é de 1 585 dólares, e o valor dos gastos governamentais per capita é de 4 687 dólares.
Historicamente, o governo de Montana, bem como representantes do estado no governo federal - tem sido dominado pelo Partido Democrata. Desde seus primeiros anos como território, a maior parte dos governadores do estado foram democratas, embora em décadas recentes a situação tenha se equilibrado, com o Partido Republicano passando a ter maior presença no legislativo e no judiciário, e com republicanos tendo sido eleitos como governadores do estado. Já em eleições presidenciais norte-americanas, os republicanos sobressaíram-se em mais de 60% destas eleições.

## Demografia
De acordo com o censo nacional de 2000, a população de Montana em 2000 era de 902 195 habitantes, um crescimento de 12,9% em relação à população do estado em 1990, de 799 065 habitantes. Uma estimativa realizada em 2005 estima a população do estado em 935 670 habitantes, um crescimento de 17% em relação à população em 1990, de 3,7%, em relação à população em 2000, e de 0,9% em relação à população estimada em 2004.
O crescimento populacional natural de Montana entre 2000 e 2005 foi de 13 674 habitantes - 58 001 nascimentos menos 44 327 óbitos - o crescimento populacional causado pela imigração foi de 2 141 habitantes, enquanto que a migração interestadual resultou no ganho de 18 933 habitantes. Entre 2000 e 2005, a população de Montana cresceu em 33 475 habitantes, e entre 2004 e 2005, em 8 750 habitantes. Cerca de 16,5 mil pessoas (1,8% da população do estado) nasceram fora dos Estados Unidos.

### Raças e etnias
Composição racial da população do Montana:
- 87,8% brancos não-hispânicos
- 6,3%  índigenas e inuits
- 2,9%  hispânicos
- 0,6%  asiáticos
- 0,4%  afro-americanos
- 2,5[6]%  duas ou mais raças

Os cinco maiores grupos étnicos de Montana são alemães (que compõem 27% da população do estado), irlandeses (14,8%) ingleses (12,7%), noruegueses (10,6%) e norte-americanos (5,1%).
Alemães formam o maior grupo étnico de Montana, assim sendo na grande maioria dos condados do estado. Residentes de ascendência escandinava são uma pluralidade em partes do estado, especialmente no nordeste. Alguns condados são predominantemente habitados por nativos norte-americanos, enquanto que os condados localizados na região das Montanhas Rochosas possuem uma grande população descendente de britânicos (irlandeses e ingleses).

### Religião
- Cristianismo – 82%
  - Protestantes – 55%
    - Igreja Luterana – 15%
    - Igreja Metodista – 8%
    - Igreja Batista – 5%
    - Igreja Presbiteriana – 4%
    - Igreja Unida de Cristo - 2%
    - Outras afiliações protestantes – 21%

  - Igreja Católica Romana – 24%
  - Mórmons – 5%
  - Outras afiliações cristãs – 1%
- Outras religiões – 1%
- Não-religiosos – 18%

As denominações religiosas em Montana que possuem o maior número de adeptos são a Igreja Católica Romana, com 169.250 adeptos a partir de 2000, a Igreja Evangélica Luterana na América, com 50.287 adeptos a partir de 2000, e A Igreja de Jesus Cristo dos Santos dos Últimos Dias Santos, com 45.517 adeptos em agosto de 2008.

### Principais cidades
Billings, Great Falls e Missoula são as únicas cidades de Montana com mais de 55 milhares de  habitantes, e formam o núcleo das três regiões metropolitanas do estado. 54% da população de Montana mora em áreas urbanas, e 46% em regiões rurais.
| - Anaconda - Billings - Bozeman - Butte - Glasgow - Great Falls | - Havre - Helena - Kalispell - Miles City - Missoula - Three Forks |

## Economia

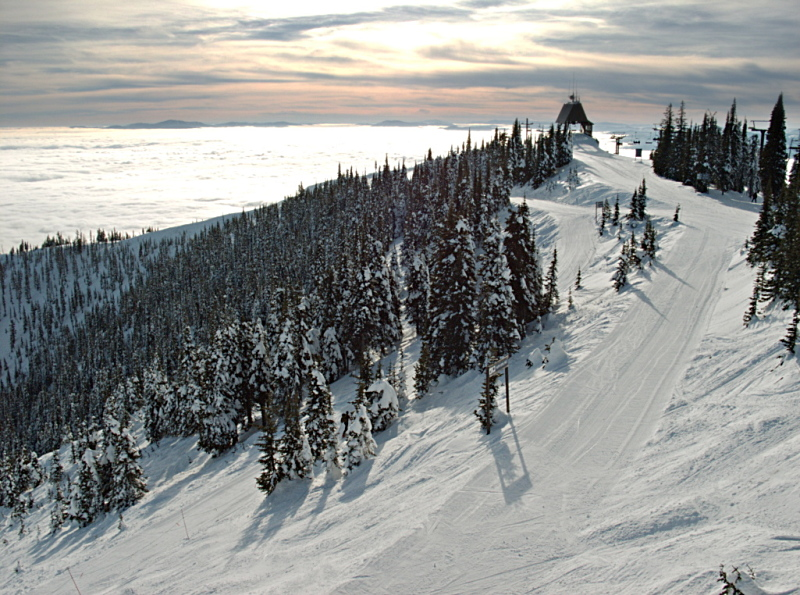
As belas montanhas das Montanhas Rochosas atraem milhões de turistas anualmente ao estado, especialmente no inverno, onde as altas taxas de precipitação de neve permitem a instalação de vários resorts de esqui.

O produto interno bruto de Montana em 2003 foi de 26 bilhões de dólares. A renda per capita do estado, por sua vez, foi de 25 406 dólares, o quarto menor do país. A taxa de desemprego de Montana é de 4,4%, o décimo segundo menor do país.
O setor primário responde por 5% do PIB de Montana. O estado possui 26,5 mil fazendas, que cobrem cerca de dois terços de sua área. A agricultura e a pecuária respondem juntas por 4% do PIB do estado, e empregam aproximadamente 44 mil pessoas. A principal fonte de renda da indústria agropecuária de Montana provém da criação de grandes rebanhos de gado bovino, e a produção de carne e leite de vaca. O estado possui um dos maiores rebanhos bovinos do país. O trigo é o vegetal mais cultivado em Montana. Outros produtos importantes são cana de açúcar, trigo, batatas, soja e cerejas. A silvicultura responde por 1% do PIB de Montana, empregando cerca de 1,5 mil pessoas. Os efeitos da pesca na economia do estado são negligíveis.
O setor secundário responde por 16% do PIB de Montana. A indústria de manufatura responde por 7% do PIB do estado e emprega aproximadamente 29 mil pessoas. O valor total dos produtos fabricados no estado é de 1,95 bilhões de dólares. Os principais produtos industrializados fabricados no estado são o derivados de petróleo, a manufatura de produtos derivados de madeira (papel e móveis), alimentos industrialmente processados e maquinário. A indústria de construção responde por 5% do PIB do estado, empregando aproximadamente 35 mil pessoas. A mineração responde por 4% do PIB de Montana, empregando cerca de 6.500 mil pessoas. Os principais recursos naturais extraídos no estado são carvão, petróleo, talco, prata, ouro, cobre e chumbo.
O setor terciário responde por 79% do PIB de Montana. Cerca de 21% do PIB do estado é gerada por serviços comunitários e pessoais. Este setor emprega cerca de 172 mil pessoas. O comércio por atacado e varejo responde por 16% do PIB do estado, e emprega aproximadamente 126 mil pessoas. Serviços governamentais respondem por 16% do PIB de Montana, empregando aproximadamente 84 mil pessoas. Serviços financeiros e imobiliários respondem por cerca de 12% do PIB do estado, empregando aproximadamente 37 mil pessoas. Transportes, telecomunicações e utilidades públicas empregam 12 mil pessoas, e respondem por 8% do PIB de Montana. Cerca de 55% da eletricidade gerada em Montana é produzida em usinas hidrelétricas, e 45% é produzida em usinas termelétricas a carvão.

## Educação
O governo de Montana criou um sistema de escolas públicas em 1893, composto inicialmente apenas por escolas elementárias (1a a 8a série). Em 1897, o governo do estado passou a financiar também escolas secundárias (high schools, 9a a 13).
Atualmente, todas as instituições educacionais em Montana precisam seguir regras e padrões ditadas pelo Conselho Estadual de Educação de Montana. Este conselho controla diretamente o sistema de escolas públicas do estado, que está dividido em diferentes distritos escolares. Os membros do conselho - incluindo o superintendente, que presidia o conselho - são escolhidos pelo governador para termos de ofício de até quatro anos de duração. Cada cidade primária (city), diversas cidades secundárias (towns) e cada condado, é servida por um distrito escolar. Nas cidades, a responsabilidade de administrar as escolas é do distrito escolar municipal, enquanto que em regiões menos densamente habitadas, esta responsabilidade é dos distritos escolares operando em todo o condado em geral. Cada distrito escolar possui seus próprios superintendentes. Montana não permite a operação de escolas charter - escolas públicas independentes, que não são administradas por distritos escolares, mas que dependem de verbas públicas para operarem. Atendimento escolar é compulsório para todas as crianças e adolescentes com mais de seis anos de idade, até a conclusão do segundo grau ou até os dezesseis anos de idade.
Em 1999, as escolas públicas do estado atenderam cerca de 157,6 mil estudantes, empregando aproximadamente 10,4 mil professores. Escolas privadas atenderam cerca de 8,7 mil estudantes, empregando aproximadamente 700 professores. O sistema de escolas públicas do estado consumiu cerca de 956 milhões de dólares, e o gasto das escolas públicas foi de aproximadamente 6,8 mil dólares por estudante.
A primeira instituição de ensino superior em Montana foi fundada em 1893, em Missoula. Atualmente, Montana possui 23 instituições de educação superior - dos quais 17 são públicas e cinco são privadas. O Sistema de Universidades de Montana e a Universidade de Montana possuem três campi cada. Montana possui atualmente cerca de 110 bibliotecas públicas, administradas por 79 sistemas de bibliotecas públicas diferentes, que movimentam anualmente uma média de 5,3 livros por habitante.

## Transportes e telecomunicações

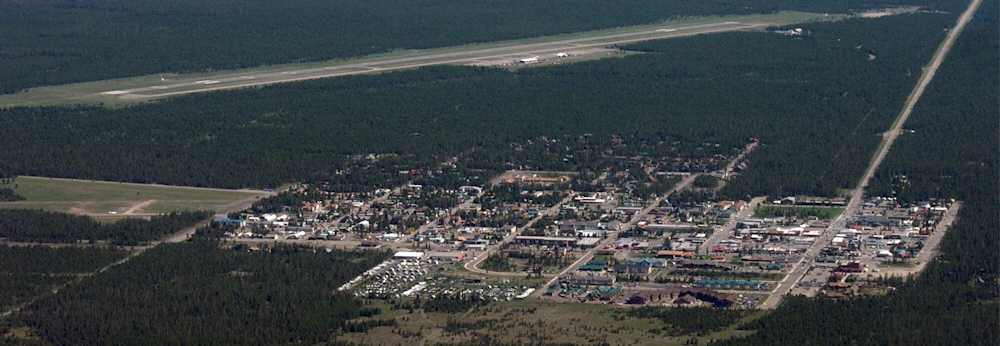
Vista aérea de West Yellowstone, em Montana, com o Aeroporto de Yellowstone ao norte da cidade

Atualmente, três companhias ferroviárias fornecem serviço de transporte ferroviário de carga em Montana, e a Amtrak fornece serviço de transporte ferroviário entre dez cidades do estado. Billings é o principal centro rodoviário, ferroviário e aeroportuário do estado, possuindo o aeroporto mais movimentado de Montana. Em 2002, Montana tinha 5277 quilômetros de ferrovias. Em 2003, o estado tinha 111 769 quilômetros de vias públicas, dos quais dois mil quilômetros eram rodovias interestaduais, parte do sistema rodoviário federal dos Estados Unidos, que conectam Montana com estados adjacentes e com o Canadá.
O primeiro jornal publicado em Montana foi o Montana Post, publicado pela primeira vez em Virgínia City, em 1864. Atualmente são publicados no estado cerca de 85 jornais, dos quais 11 são diários. A primeira estação de rádio de Montana foi fundada em 1922, em Great Falls. A primeira estação de televisão foi fundada em 1953, em Butte. Atualmente, Montana possui cerca de 75 estações de rádio e aproximadamente 85 estações de televisão.

## Cultura
- Montana possui o rio mais curto do mundo, o rio Roe, segundo o Guiness. O rio Roe tem apenas 61 metros de comprimento.
- Montana é o local onde humanos e uma raça alienígena, os vulcanos, encontram-se pela primeira vez, segundo o filme Star Trek: Primeiro Contato.
- Após o fechamento do posto militar Fort Shaw em 1891, o governo de Montana converteu Fort Shaw em uma escola para forncer treinamento industrial para jovens nativos norte-americanos. A Escola Industrial Indígena Fort Shaw foi inaugurada em 30 de abril de 1892, tendo no seu auge 17 professores, 11 assistentes nativos norte-americanos e 300 estudantes, utilizando-se de 20 estruturas originalmente construídas pelo Exército dos Estados Unidos. Em 1902, um grupo de estudantes do sexo feminino da Escola Fort Shaw começaram a jogar basquete, e viajaram por todo o estado de Montana, derrotando equipes de escolas secundárias (high schools) e algumas equipes de faculdades. Em 1904, esta equipe viajou via trem até a Exposição Mundial de St. Louis, no estado de Missouri. Durante os cinco meses em St. Louis, a equipe feminina nativo norte-americana foi desafiada por diversas outras equipes, vencendo toda partida, retornando a Fort Shaw com o troféu de Campeão Mundial. Em 1 de maio de 2004, um monumento em honra a esta equipe foi inaugurada à frente de Fort Shaw, atualmente, uma escola elementária.

### Símbolos do estado
- Árvore: Pinus ponderosa desde 1949
- Balada: Montana Melody (Melodia de Montana) desde 1983
- Borboleta: Nymphalis antiopa desde 2001
- Cognomes:
  - Treasure State
  - Big Sky Country (não oficial)
  - The Last Best Place (não oficial)
- Flor: Lewisia rediviva desde 1895
- Fóssil: Maiasaura peeblesorum desde 1985
- Grama: Bluebunch Wheatgrass
- Lema: Oro y Plata (do espanhol: Ouro e Prata)
- Mamífero: Ursus arctos desde 1862
- Música: Montana desde 1945
- Pássaro: Sturnella neglecta desde 1931
- Peixe: Truta
- Pedras preciosas: Ágata e safira

### Outras fontes
- «United States Census Bureau» (em inglês)
- «Sítio web oficial do Montana» (em inglês)
- «United States Department of Education» (em inglês)
- «United States Department of Commerce» (em inglês)
- «National Oceanic and Atmospheric Administration» (em inglês)
- Brekke, John; McDermid, Chris (1991). Minnesota Almanac 2000. [S.l.]: University of Washington Press. ISBN 0-942072-05-7
- Malone, Michael P, Roeder, Richard B. e Lang, William L (2000). Montana: A History of Two Centuries. [S.l.]: W. W. Norton & Company. ISBN 0-295-97129-0